# 白石美帆
白石 美帆（しらいし みほ、1978年〈昭和53年〉8月8日 - ）は、日本のタレント、女優。スポーツキャスター経験もあり。夫は元V6で俳優、タレントの長野博。茨城県常陸大宮市出身。ユナイテッドスマイルズ、ハート・レイ所属。

## 人物
- 茨城県立佐竹高等学校卒業。土浦短期大学（現・つくば国際短期大学）家政科を卒業しており、栄養士の資格を持っている。
- 茨城県大使・常陸大宮市大使。
- 兄が一人いる。
- 小・中学生時代の夢は、「『タッチ』の南ちゃんになること」で、毎日柔軟体操をして開脚の練習をし、初恋相手まで「南ちゃん」同様に野球少年だった。高校3年時には軟式テニスのダブルスで茨城県大会で準優勝。一方で同高校時代に虫垂炎を患い入院生活を送っている。この経験によって健康には食と運動が不可欠と気付き、栄養学の道を志しバレーボール・野球観戦に熱中するきっかけになった（2002年TBS公式ホームページより）。
- 短大生の時、東京・渋谷でスカウトされ事務所と契約し、茨城弁を直すために半年間のレッスンを受けた後、デビュー活動を開始。
- 1998年に、三井ゆりの後任となる『スーパーサッカー』アシスタントのオーディションを受けるが、実技試験でなぜかバドミントンをさせられ、その様子がプロデューサーに気に入られての抜擢だったと後日談として語られた。
- 2000年、「最初で最後の水着」と銘打ってグラビア活動を展開。期を同じくして『惑星ビュービュー』に野村恵里の後任MCとして出演、高橋英樹・テリー伊藤らと、歌謡番組『歌って最高!』（テレビ東京）などに出演した。
- 2001年、初頭をもってゴールデンタイムを除くサッカー中継の仕事から降板したため、2001年から藤本綾、2002年以降は細田阿也がTBSのサッカー中継を担当した。
- 2002年、再びグラビア活動を展開。写真集『dear HONEY!!』や「週刊プレイボーイ」では、水着姿を披露。4月より人気番組『ワンダフル』のレギュラーMCに加入した。その後10月からの後継番組『Pooh!』で単独MCの座を獲得した。また、映画『白い船』で女優デビューを飾る。恵俊彰・槙原寛己らと新番組『J-SPORTS』に出演、2003年1月よりメインキャスターに昇格すると同時に、番組内容も野球専門番組にリニューアルされた。
- 2003年6月30日、「サントリーモルツドリームマッチ2003」の大沢啓二監督率いる「モルツ球団」と、外国人OB選手を主体とした「ワールドパワーズII」の試合にて、デビューして初の始球式を務める。ピッチングフォームの連続写真や、星野仙一とのツーショット写真などが各種メディアで報じられた。また同年に、TVアニメ『鋼の錬金術師』で「クララ / サイレーン」役で、声優初挑戦する。
- 2004年、写真集『Transit』の宣伝を含んでのグラビア活動を展開。「週刊ポスト」、「週刊プレイボーイ」など各週刊誌には、1st写真集のM字開脚に続く『Transit』の売りとしてキャッチャーミット・ファーストミットを使った野球アクション写真が紙面を飾った。
- 2005年、ドラマ『電車男』の陣釜美鈴役で、主人公の山田剛司（演：伊藤淳史）を苛める凶暴なOLを演じ、第46回ザテレビジョンドラマアカデミー賞で最優秀助演女優賞を受賞した。これは読者投票トップの高島礼子ら上位者を、審査員投票だけでゴボウ抜きにしての受賞であった。同年末を持って「スーパーサッカー」の司会を勇退し、以後は司会・キャスター業から女優活動に重きをおくようになる。
- 2006年、第12回ゴルフ東西対抗競技大会のマスコットガールに選ばれ、2度目の始球式を務めている。同大会チャリティーに出品したゴルフ手袋が7000円で落札された。2006年9月4日には、「第34回フジサンケイクラシック」最終日で優勝盾プレゼンターと、優勝した片山晋呉への代表インタビュアーも務めている。同年12月23日には『スーパーサッカー』を降板。
- 2007年、『SMAP×SMAP』「マジシャン・ゼロ」コーナーにレギュラー出演（白石の連続ドラマ出演時などの際には、一部代役があてられた）。2007年1月より、経済産業省の情報セキュリティ対策の重要性を訴える「CHECK PC!」キャンペーンの情報セキュリティ広報大使に起用された。NHKには『どんど晴れ』で初めて出演している。
- 2016年11月29日、V6（当時）の長野博と結婚したことを発表[2]。
- 2018年1月13日、第1子妊娠を報告[3]。5月11日、第1子となる男児を出産したことを発表[4]。
- 2019年11月21日、第2子となる女児の出産を報告[5]。

### エピソード
- 『ナインティナインのオールナイトニッポン』では、TBS専属タレントというキャラクターである。実際、『ワンダフル』『Pooh!』『スーパーサッカー』『J-SPO』に出演していた2002年春から2004年秋までは、金曜日を除いて毎晩TBSの番組に出演していた。
- 『メントレG』で語った芸能界の遊び仲間は、伊東美咲、柴咲コウ、宮迫博之（雨上がり決死隊 (当時)）、玉山鉄二の4名を挙げている。特にドラマ共演が多い伊東美咲とは、長期の二人旅に出かけた様子を両者のブログに掲載する程の親友ぶりで知られている。その他、『オレンジデイズ』で共演した柴咲コウとは「乙女会」を結成しており、また、柴咲がライブを行った際は必ず駆けつけている。『どんど晴れ』で共演した比嘉愛未らと「仲居会」なるグループを結成し、頻繁に飲み会を行う仲である。ドラマ『花嫁とパパ』と映画『フライング☆ラビッツ』で共演した滝沢沙織とは、ゴルフ仲間であり、2007年9月にプライベートでバスケットボールWリーグ開幕戦をともに観戦、「試合に熱狂し過ぎてしまい叩いた手が痛かった」と楽しんでいる。
- 2007年10月3日、『大グータンヌーボ 恋する女たち勢ぞろい＆初ドラマSP!』にて、4年間に及ぶ遠距離恋愛中の彼氏との思い出の曲が、HYの「Song For」であると発言。そのHYとは、2008年4月27日放送TOKYO FM『ASAHI SUPER DRY MUSIC FLAG』で初共演している。
- 茶道や日本舞踊の稽古を趣味としており、ブログにもその様子がアップされることがある。

## 出演

### 映画
- 白い船（2002年、ゼアリズ） - 小野裕子 役
- いかレスラー（2004年、特別友情出演）
- スウィングガールズ（2004年、東宝） - 伊丹弥生 役
- 電車男（2005年、東宝） - 家具付きアパートメント店員 役
- ベルナのしっぽ（2006年、シネカノン、映画初主演） - しずく 役
- memo（2008年3月） - カウンセラー役
- フライング☆ラビッツ（2008年、東映）
- ハルフウェイ（2009年、シネカノン）
- カフーを待ちわびて（2009年、エイベックス）
- The Harimaya Bridge はりまや橋 （2009年、ティ・ジョイ）
- インスタント沼 （2009年）
- 半次郎（2010年） - 村田さと 役
- ばかもの（2010年） - 翔子 役
- ジーン・ワルツ（2011年）
- ほんとの空（2012年、東映、人権啓発ビデオ） - 弓枝 役（主演）
- L♥DK（2014年） - 星野カズミ 役
- こいのわ 婚活クルージング（2017年、KADOKAWA） - 白井美鈴 役
- プリンシパル〜恋する私はヒロインですか?〜（2018年） - 桜井由香里 役[6]
- ぬくもりの内側（2023年、イオンエンターテイメント、厚生労働省推薦） - 榊原美穂役（主演）

### テレビドラマ
- 美女か野獣（2003年、フジテレビ） - 白井雪乃 役
- 東京ラブ・シネマ（2003年、フジテレビ） - 園田麻子 役
- あなたの隣に誰かいる（2003年、フジテレビ） - 澤村愛子 役
- えなりかずきの一休さん（2004年、フジテレビ）
- オレンジデイズ（2004年、TBS） - 小沢茜 役
- ホットマン2（2004年、TBS） - 大月あやめ 役
- 星野仙一物語 〜亡き妻へ贈る言葉（2005年1月2日、TBS）
- みんな昔は子供だった（2005年、関西テレビ） - 旗ゆかり 役
- 電車男（2005年、フジテレビ） - 陣釜美鈴 役
- 東京ワンダーツアーズ（2005年、日本テレビ） - 中村みどり 役（ドラマ初主演）
- 戦国自衛隊・関ヶ原の戦い（2006年1月31日・2月7日、日本テレビ） - おしの 役
- サプリ（2006年、フジテレビ） - 柚木ヨウコ 役
- 電車男DX 最後の聖戦（2006年9月23日、フジテレビ） - 陣釜美鈴 役
- のだめカンタービレ（2006年、フジテレビ） - 江藤かおり 役（友情出演）
- 介助犬ムサシ〜学校へ行こう!〜（2007年4月20日、フジテレビ） - 田口綾子 役
- 花嫁とパパ（2007年、フジテレビ） - 槙原環 役
- 連続テレビ小説（NHK）
  - どんど晴れ（2007年） - 原田彩華 役
  - ひよっこ（2017年） - 竹内邦子 役
- 地獄の沙汰もヨメ次第（2007年、TBS） - 小森紗江 役（友情出演）
- 世にも奇妙な物語 〜2007秋の特別編〜「48%の恋」（2007年10月2日、フジテレビ） - 上原菜摘 役
- 復讐の女神たち（2008年、関西テレビ） - 渡辺律子 役
- 霧の火-樺太・真岡郵便局に散った9人の乙女たち-（2008年8月25日、日本テレビ系） - 山崎ミサ 役[7]
- the波乗りレストラン（2008年11月1日 - 11月9日、日本テレビ） - 三島孝子 役
- キイナ〜不可能犯罪捜査官〜 第1話（2009年1月21日、日本テレビ） - 幸田絢香 役
- 白い春（2009年、関西テレビ） - 高村佳奈子 役
- 不毛地帯 第3話（2009年10月29日、フジテレビ） - アキ（クラブのホステス）役
- サザエさん（2009年、フジテレビ） - 波野（入江）タイコ 役
  - サザエさん2（2010年）
  - サザエさん3（2011年）
  - サザエさん4（2013年）
- チームバチスタ2ジェネラル・ルージュの凱旋（2010年、関西テレビ） - 花房美和 役
  - チーム・バチスタ2 ジェネラル・ルージュの凱旋SP（2011年1月2日、関西テレビ）
- 逃亡弁護士 第8話（2010年8月24日、関西テレビ） - 小沢咲子 役
- 新・ミナミの帝王（2010年9月21日、フジテレビ） - 平原咲子 役
- FACE MAKER 第11話（2010年12月16日、読売テレビ） - 槇野美里 役
- 相棒 Season 9 元日スペシャル 第10話（2011年1月1日、テレビ朝日） - 折原夏実 役
- ドラマW 仕返し（2011年4月10日、WOWOW） - 秋月遥 役
- アスコーマーチ〜明日香工業高校物語〜（2011年、テレビ朝日） - 杉崎加奈子 役
- どんど晴れスペシャル（2011年4月24日、NHK） - 原田彩華 役
- 阪急電車〜片道15分の奇跡〜 征史とユキの物語（2011年5月1日、関西テレビ） - ユキ 役
- マルモのおきてスペシャル（2011年10月9日、フジテレビ） - 藤沢理沙 役
- 金曜プレステージ（フジテレビ）
  - 鬼平犯科帳スペシャル 盗賊婚礼（2011年9月30日） - お津世 役
  - 森村誠一 女のサスペンス・マリッジ（2012年6月29日） - 藤倉裕美 役
- よる★ドラ 本日は大安なり（2012年、NHK） - 鈴木（清掃係の女） 役
- 妄想捜査〜桑潟幸一准教授のスタイリッシュな生活 第7話（2012年3月4日、テレビ朝日） - 飛田玲子 役
- Love...so do I ミライヘノキセキ（2012年、IMAGICA BS） - 長谷涼子 役
- 松本清張没後20年特別企画・市長死す（2012年4月3日、フジテレビ） - 笠木みゆき 役
- 鍵のかかった部屋 第4話（2012年5月7日、フジテレビ） - 桑島美香 役
- Answer〜警視庁検証捜査官 第7話（2012年5月30日、テレビ朝日） - 森川泉 役
- ヤアになる日〜鳥羽・答志島パラダイス〜（2012年9月30日、NHK BSプレミアム） - 鳴海凪子 役
- 名古屋行き最終列車 4番ホーム「〜23時34分 東岡崎発〜」（2012年12月20日、名古屋テレビ）
- モメる門には福きたる（2013年、東海テレビ） - 主演・椎名夏希 役
- ドラマW 震える牛（2013年、WOWOW） - 村上冴子 役
- POWER GAME〜パワーゲーム〜（2013年、NHK BSプレミアム） - 蒼井尚美 役[8]
- 刑事吉永誠一 涙の事件簿 第1話（2013年10月11日、テレビ東京） - 神保千香 役
- ハクション大魔王（2013年11月17日、フジテレビ） - 与田山花子（ママ） 役
- 天誅〜闇の仕置人〜（2014年、フジテレビ） - 村田恭子 役
- 土曜ワイド劇場「火災調査官・紅蓮次郎」（テレビ朝日）
  - 第14作（2014年1月25日） - 原田千秋 役
  - 第15作（2015年6月6日） - 原田千秋 役
- 保育探偵25時〜花咲慎一郎は眠れない!!〜（2015年、テレビ東京） - 野添奈美 役
- 水曜ミステリー9（テレビ東京）
  - トカゲの女 警視庁特殊犯罪バイク班2（2015年8月12日） - 冬野梢 役
  - 駐在刑事4（2016年12月14日） - 篠原絵里子 役
- 別れたら好きな人（2015年、東海テレビ） - 根岸咲 役
- 三人兄弟（2015年、メ〜テレ） - 瑠璃 役
- 警視庁捜査一課9係 season11 第2話（2016年4月13日、テレビ朝日） - 荒木田律子 役
- BARレモン・ハート SEASON2 第18話（2016年8月1日、BSフジ） - 恵子 役
- 月曜名作劇場（TBS）
  - 制服捜査3（2016年8月22日） - 大路佑子 役
  - 温泉殺人事件シリーズ2　伊豆天城温泉殺人事件（2016年10月24日） - 及川美月 役
- ボクのお年玉はどこ?（2017年1月3日、メ〜テレ）
- 土曜ワイド「山村美紗サスペンス 小京都連続殺人事件4」（2019年2月9日、フジテレビ） - 三沢由紀子 役
- ミス・ターゲット（2024年4月21日 - 6月16日、朝日放送テレビ・テレビ朝日） - 朝倉愛 役[9]

### バラエティ番組
- 恋愛講座 惑星ビュービュー（2001年、テレビ朝日）司会
- エンタの神様（2003年8月 - 2010年3月、日本テレビ）司会
- 秘密のケンミンSHOW（日本テレビ）不定期出演
- その他ゲスト出演多数

### 情報番組
- ワンダフル（2002年4月 - 2002年9月、TBS）司会
- 恋のバカヤロー!（2002年10月 - 2003年3月、TBS）
- Pooh!（2002年9月 - 2004年9月、TBS）司会
- イタリア7つの輝き（2011年1月1日　NHKデジタル衛星ハイビジョン・NHK総合テレビジョン）

NHKにおいて初司会。NHK BShiが2011年1月に集中編成するイタリア特集のオープニング番組
- ネイチャードキュメント ボクらの地球 絶景カンタービレ〜日本の四季が奏でるオーケストラ〜（2013年、BS朝日）
- ヨーロッパ水風景 クロアチアの旅（2013年、テレビ東京・BSジャパン）- ナビゲーター
- 白石美帆の一合一会（2015年10月7日 - 、BSフジ）
- 白石美帆が行く! 北海道笑顔の里を巡る旅～南空知（由仁町・長沼町・栗山町・南幌町）編～（2016年2月20日、北海道テレビ放送、BS12）
- 大人のヨーロッパ街歩き（2016年 - 、旅チャンネル） - 番組ナビゲーター [10]

### スポーツ番組
- スーパーサッカー（1998年 - 2006年、TBS）
- J-SPORTS（2002年4月 - 2006年9月、TBS）
- FIFAワールドカップ TBSテレビキャスター（2002年・2006年）

### 舞台
- 朗読劇「LOVE LETTERS」（2008年、パルコ劇場）
- 「その後のふたり」（2013年、天王洲 銀河劇場） - 七海 役
  - 再演 （2014年、東京グローブ座） - 七海 役

### ラジオ
- 緒方耕一の痛快!スポーツ天国（1999年4月 - 9月、TBSラジオ）
- 白石美帆の贅沢な日曜日（2003年10月 - 2005年9月、TOKYO FM）パーソナリティー

### テレビアニメ
- 鋼の錬金術師（毎日放送） - クララ / サイレーン 役

### 新聞・雑誌連載
- 週刊サッカーマガジン（totoの特集記事、2001年 - 2003年頃）
- 日刊スポーツ「マンデートーク」（サッカーコラム、2005年）

### 写真集
- Two―Photography（2000年、ブックマン社） ISBN 425500045X
- dear HONEY!!（2002年、集英社） ISBN 4087803503
- Transit（2004年、ワニブックス） ISBN 4847028139
- プレミアムBOX「PARAISO」（2004年、ワニブックス） ISBN 4847028236

### オリジナルDVD
- LONDON CALLING（2002年、集英社） ISBN 4089005035

### CM
- タイトー「グレイテスト ストライカー」（2000年）
- 小学館「ビッグコミックスペリオール」（2001年）
- ソニー・ミュージック「フォルツァ」（2002年）
- ポーラ化粧品
  - デイリーコスメ「アルブホワイト」（2002年）
  - デイリーコスメ「エリッサ・モイスチャー」（2003年）
- NTT-BB「BROBA」（2002年）
- パイオニア「DVDレコーダー DVR-77H」（2002年）
- ボンマックス（2002年）
- サントリー「ダイエット生」（2003年）
- 紳士服コナカ（2003年）
- 味の素「クノールスープパスタ」
- 日本道路公団「中央自動車道集中工事」（2003年）
- ユニ・チャーム「ソフィ」（2003年）
- アスキー「ダービースタリオン04」（2003年12月）
- 積和不動産 MAST（2004年）
- 大塚製薬「ネイチャーメイド」（2005年）
- 全労済「こくみん共済」（2005年）
- 茨城県「気になるイバラキ」(観光キャンペーン）[11]
- 小林製薬
  - サワデー（2012年）
  - 漢草美容水 巡り肌（2012年）
- ちふれ 「綾花」（2018年 - ）[12]